# Coface
Compagnie Française d'Assurance pour le Commerce Extérieur (COFACE) je kreditna zavarovalnica, ki deluje po vsem svetu in podjetjem ponuja zaščito pred tveganjem finančnega neplačila svojih strank tako na domačem kot na izvoznem trgu. Poleg kreditnega zavarovanja Coface ponuja tudi storitve izterjave dolgov, faktoring, poslovne informacije in obveznice.
Skupina je Fitch Ratings ocenjena AA-negativno, A2 pa Moody's Investors Service, stabilno. 
Coface kotira na organiziranem trgu Euronext Paris, indeks CAC Small. Cofacu je bil podeljen najvišji status s strani ISS-oekom, bonitetne agencije, specializirane za področje trajnostnega razvoja. 
Skupina se ponaša s 50.000 strankami, več kot 4.450 zaposlenimi in prisotnostjo v 100 državah.

## Zgodovina
Coface je bil ustanovljen leta 1946 kot francoska specializirana zavarovalnica za izvozne kredite. V devetdesetih letih se je Coface mednarodno razvijal z notranjo in zunanjo rastjo, z nakupom kreditnih zavarovalnic in z ustvarjanjem novih hčerinskih družb ali podružnic. Zunanje pridobitve so vključevale La Viscontea leta 1992 (italijanska zavarovalnica za varnost in kredite), London Bridge Finance leta 1993 (finančna družba v Združenem kraljestvu, ki zagotavlja storitve kreditnega zavarovanja), Allgemeine Kredit leta 1996 (nemška družba, ki zagotavlja domače in izvozne možnosti kreditnega zavarovanja) in Osterreichische Kreditversicherung leta 1997 (avstrijska kreditna zavarovalnica), skupaj s prevzemom portfelja Continental v ZDA leta 2002. Mednarodni razvoj skupine je vključeval tudi oblikovanje partnerske mreže Coface leta 1992, kar ji je omogočilo sklepanje partnerstev s skupinami splošnih zavarovalnic in bankami, zlasti na trgih v vzponu. 
Leta 2002 je Natixis postal večinski delničar družbe Coface. 
Leta 2014 je bil Coface uvrščen na pariško borzo (Euronext Paris, CAC Small). 
Leta 2016 je Coface dejavnosti državnih poroštev prenesel na javno banko Bpifrance in s tem naredil konec dejavnosti Cofacea za francosko državo.
Leta 2018 je Coface napovedal prevzem PKZja (Prve kreditne zavarovalnice d.d.), vodilnega na trgu kreditnega zavarovanja v Sloveniji in hčerinskega podjetja SID banke. 
25. februarja 2020 je Natixis sporočil, da je z družbo Arch Capital Group podpisal sporazum o partnerstvu v zvezi s prodajo 29,5% kapitala družbe Coface v vrednosti 480 milijonov EUR. Istega dne je Coface objavil svoj novi strateški načrt Build to Lead, katerega cilj je do leta 2023 okrepiti obvladovanje tveganj in izboljšati poslovno in operativno učinkovitost skupine.
Julija 2020 je Coface zaključil nakup družbe GIEK Kredittforsikring AS, da bi okrepil svoj tržni položaj v severni Evropi.
Leta 2021 je skupina neposredno ali posredno prisotna v 100 državah po vsem svetu.

## Dejavnosti

### Kreditno zavarovanje
Podjetje pošlje večje naročilo novi stranki na razvijajočem se trgu. Če stranka ne plača v dogovorjenem roku, podjetje tvega plačilno nesposobnost ali celo stečaj. Kreditno zavarovanje pomaga podjetjem, da se izognejo temu tveganju.
Kreditna zavarovalnica na podlagi analize države, sektorja in kreditnih tveganj v realnem času oceni finančno zdravje strank podjetij ter zagotovi informacije, ki omogočajo varnejšo izvedbo transakcij. Kreditna zavarovalnica opozarja podjetja na vse spremembe finančnega stanja njihovih strank. Če se ugotovi tveganje, zavarovalnica v njihovem imenu izterja dolgove in jamči za plačilo poslovnih terjatev.
S tem jamstvom kreditno zavarovanje omogoča tudi boljše kreditne in posojilne pogoje pri bankah. 

### Izterjava dolgov
Izterjava je ključnega pomena za dobro upravljanje poslovnega tveganja. Ta storitev, ki jo v nekaterih državah ponuja družba Coface, lahko pomaga ohraniti odnos med dolžnikom in upnikom ter tako pusti odprta vrata za nadaljevanje poslovanja v prihodnosti. 

### Poslovne informacije
Da bi preprečili tveganje neplačila, je pomembno zbrati ustrezne informacije o kupcih in njihovem okolju. Analiza teh informacij služi kot podlaga za sprejemanje odločitev. Družba Coface ponuja različne informacijske storitve, od zagotavljanja neobdelanih podatkov do priporočil za prevzemanje tveganj za katero koli podjetje na svetu. Zbirajo in analizirajo se informacije na več ravneh: informacijska poročila, sintetični kazalniki posameznega in globalnega tveganja ter različna orodja za priporočanje prevzemanja tveganja.
Podjetja lahko z oceno kreditnega tveganja tudi neposredno trženje usmerijo v zanimive smeri. 

### Kavcijska zavarovanja
Pri oddaji ponudbe na javnem razpisu, uvozu / izvozu ali izvajanju določenih vrst transakcij, podjetja včasih potrebujejo jamstva. Coface ponuja štiri vrste kavcijskih zavarovanj: tržna jamstva, jamstva za regulirane poklice, okoljska jamstva in carinska / trošarinska jamstva.

### Ekonomske raziskave
Cofaceov oddelek za ekonomske raziskave analizira tveganja držav in sektorjev ter plačilno nesposobnost podjetij po vsem svetu. Njihove študije so objavljene na spletnih straneh družbe Coface, skupaj z napovedmi o mednarodnih ali poslovnih tveganjih. Družba Coface vsako leto objavi priročnik o tveganjih v državah in sektorjih, ki vsebuje gospodarske napovedi za 162 držav in 13 svetovnih sektorjev.